# Старий Камень (Мазовецьке воєводство)
Старий Камень (пол. Stary Kamień) — село в Польщі, у гміні Гомбін Плоцького повіту Мазовецького воєводства.
Населення — 214 осіб (2011).
У 1975-1998 роках село належало до Плоцького воєводства.

## Демографія
Демографічна структура станом на 31 березня 2011 року:
|          | Загалом | Допрацездатний вік | Працездатний вік | Постпрацездатний вік |
| -------- | ------- | ------------------ | ---------------- | -------------------- |
| Чоловіки | 97      | 12                 | 70               | 15                   |
| Жінки    | 117     | 24                 | 63               | 30                   |
| Разом    | 214     | 36                 | 133              | 45                   |